# Малосердобинский район
Малосердoби́нский райо́н — административно-территориальная единица (район) и муниципальное образование (муниципальный район) в составе Пензенской области Российской Федерации.
Административный центр — село Малая Сердоба.

## География
Район занимает территорию 1100 км², находится в южной части области. Граничит на западе с Колышлейским районом, на севере — с Пензенским районом, на северо-востоке с Шемышейским районом, на востоке — с Лопатинским районом Пензенской области, на юге — с Саратовской областью.

## История
Район образован 23 июля 1928 года в составе Саратовского округа Нижне-Волжского края. С января 1934 года в составе Саратовского края, с декабря 1936 года — в Саратовской области.
4 февраля 1939 года передан в состав вновь образованной Пензенской области.
30 сентября 1958 года к Малосредобинскому району была присоединена часть территории упразднённого Даниловского района.
1 февраля 1963 года район был упразднён, его территория вошла в состав Колышлейского района.
11 декабря 1970 года Малосердобинский район был восстановлен.
В соответствии с Законом Пензенской области от 2 ноября 2004 года № 690-ЗПО в районе образовано 9 сельских поселений (сельсоветов), установлены границы муниципальных образований.
22 декабря 2010 года в соответствии с Законом Пензенской области № 1992-ЗПО были упразднены Николаевский, Саполговский и Топловский сельсоветы с включением их территорий в состав других сельсоветов.

## Население
| 1939   | 1959    | 1979    | 1989    | 2002    | 2009    |
| ------ | ------- | ------- | ------- | ------- | ------- |
| 17 873 | ↗19 181 | ↘13 417 | ↘12 450 | ↘11 412 | ↘10 451 |
| 2010   | 2011    | 2012    | 2013    | 2014    | 2015    |
| ↘9824  | ↘9779   | ↘9616   | ↘9382   | ↘9181   | ↘9084   |
| 2016   | 2017    | 2018    | 2021    | 2022    |         |
| ↘8928  | ↘8886   | ↘8683   | ↘8239   | ↘7878   |         |

## Административное деление
В Малосердобинский район как административно-территориальное образование входят 6 сельсоветов.
В муниципальный район входят 6 муниципальных образований со статусом сельских поселений.
| № | Муниципальное образование  | Административный центр | Количество населённых пунктов | Население | Площадь, км2 |
| - | -------------------------- | ---------------------- | ----------------------------- | --------- | ------------ |
| 1 | Дружаевский сельсовет      | село Дружаевка         | 3                             | ↘548      | 138,22       |
| 2 | Ключевский сельсовет       | село Ключи             | 3                             | ↘404      | 85,96        |
| 3 | Липовский сельсовет        | село Марьевка          | 6                             | ↘974      | 192,57       |
| 4 | Майский сельсовет          | село Майское           | 4                             | ↘700      | 152,62       |
| 5 | Малосердобинский сельсовет | село Малая Сердоба     | 4                             | ↘4783     | 366,03       |
| 6 | Старославкинский сельсовет | село Старое Славкино   | 2                             | ↘830      | 166,05       |

### Населённые пункты
В Малосердобинском районе 22 населённых пункта.
| №  | Населённый пункт | Тип     | Население | Муниципальное образование  |
| -- | ---------------- | ------- | --------- | -------------------------- |
| 1  | Александровка    | село    | ↘0        | Ключевский сельсовет       |
| 2  | Бадровка         | село    | ↘37       | Майский сельсовет          |
| 3  | Большая Чернавка | село    | ↘1        | Ключевский сельсовет       |
| 4  | Дружаевка        | село    | ↘235      | Дружаевский сельсовет      |
| 5  | Ключи            | село    | ↘403      | Ключевский сельсовет       |
| 6  | Колемас          | село    | ↘70       | Липовский сельсовет        |
| 7  | Комаровка        | деревня | ↘2        | Майский сельсовет          |
| 8  | Круглое          | село    | ↘17       | Малосердобинский сельсовет |
| 9  | Липовка          | село    | ↘263      | Липовский сельсовет        |
| 10 | Майское          | село    | ↘226      | Майский сельсовет          |
| 11 | Малая Сердоба    | село    | ↘4039     | Малосердобинский сельсовет |
| 12 | Марьевка         | село    | ↘240      | Липовский сельсовет        |
| 13 | Николаевка       | село    | ↘262      | Липовский сельсовет        |
| 14 | Новое Демкино    | село    | ↘282      | Дружаевский сельсовет      |
| 15 | Новое Назимкино  | село    | ↘31       | Дружаевский сельсовет      |
| 16 | Новое Славкино   | село    | ↘74       | Старославкинский сельсовет |
| 17 | Огаревка         | село    | ↘75       | Липовский сельсовет        |
| 18 | Саполга          | село    | ↘330      | Малосердобинский сельсовет |
| 19 | Старое Славкино  | село    | ↘756      | Старославкинский сельсовет |
| 20 | Топлое           | село    | ↘397      | Малосердобинский сельсовет |
| 21 | Чунаки           | село    | ↘435      | Майский сельсовет          |
| 22 | Шингал           | село    | ↗64       | Липовский сельсовет        |

Упразднённые населённые пункты:
- 2000 год — поселок Алексеевка Дружаевского сельсовета[25]

## Экономика
Основой экономики района является сельское хозяйство.